# PSPP
PSPP — вільна програма з відкритим кодом, призначена для аналізу даних спостережень, створювалася як вільна альтернатива до IBM SPSS Statistics. Має графічний інтерфейс користувача і типовий інтерфейс командного рядка. Програму написано мовою програмування C із використанням GNU Scientific Library для виконання математичних процедур. Назва програми «не має офіційного розшифрування як абревіатури».

## Можливості
У програмі передбачено повний спектр можливостей статистичного аналізу, зокрема обчислення частот, таблиці спряженості, порівняння середніх (за t-критерієм Стьюдента та на основі однофакторного дисперсійного аналізу); побудова лінійних регресій, логістичних регресій, перевпорядковування даних, непараметричні перевірки, факторний аналіз, кластерний аналіз, аналіз основних компонент, хі-квадрат-аналіз тощо. Станом на 2016 рік, деякі з дуже складних статистичних перевірок ще не реалізовано.
Користувач програми може зберігати статистичні розрахунки та графіки у форматах ASCII, PDF, PostScript, SVG та HTML. Передбачено можливість створення широкого діапазону статистичної графіки: гістограм, кругових діаграм, стовпчикових та точкових діаграм.
PSPP може імпортувати дані у форматах електронних таблиць Gnumeric та OpenDocument, баз даних PostgreSQL, значень, відокремлених комами (CSV), та ASCII. Програма здатна імпортувати дані у форматах «portable» та «system» SPSS. Доступ до деяких із бібліотек, що використовуються PSPP, можна здійснювати на програмному рівні; PSPP-Perl [Архівовано 24 травня 2018 у Wayback Machine.] є інтерфейсом Perl до бібліотек PSPP.

### Походження
Проект PSPP (початкова назва — «Fiasco») зародився наприкінці 1990-х років як вільна заміна SPSS, засобу для керування даними та їхнього аналізу, яким на той час володіла компанія SPSS Inc. Закриті умови ліцензування SPSS та наявність обмежень на керування даними мотивувала розробника (Бена Пфаффа (Ben Pfaff)) на створення альтернативи, яка з часом стала функціонально ідентичною до свого взірця, але із можливістю для користувачів копіювати, змінювати код і ділитися кодом.